# سيد طيب جواد
سید طيب جواد عين السفير الأفغاني في الولايات المتحدة في 4 ديسمبر 2003، من جانب الرئيس حامد كرزاي وشغل منصب السفير حتى 22 سبتمبر 2010. كما شغل منصب سفير غير مقيم في أفغانستان إلى المكسيك و البرازيل و كولومبيا و الأرجنتين.

## وصلات خارجية
الموقع الرسمي لسید طیب جواد